# Mäetaguse
Die ehemalige Landgemeinde Mäetaguse (Mäetaguse vald) lag im Kreis Ida-Viru im Nordosten Estlands. 2017 wurde sie mit vier weiteren Landgemeinden zur Landgemeinde Alutaguse zusammengeschlossen.

## Beschreibung
Die Landgemeinde umfasste eine Fläche von 285,04 km². Sie hatte 1519 Einwohner (Stand 2010). Die Bevölkerungsdichte betrug 6 Einwohner pro Quadratkilometer.
Die Landschaft im Zentrum des Landkreises Ida-Viru zeichnet sich durch zahlreiche unberührte Wälder, Moore, Seen und Flüsse aus.

## Gliederung

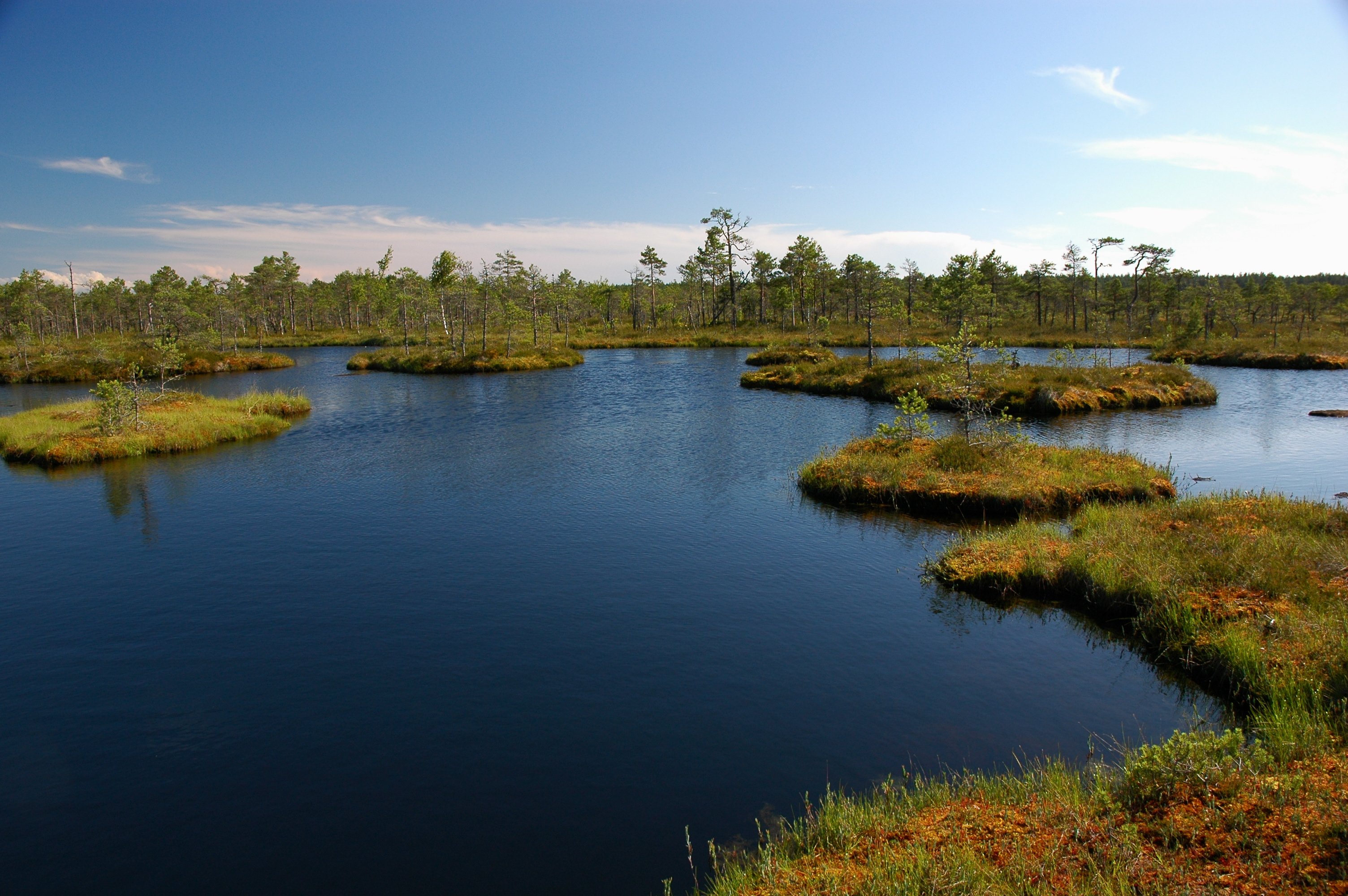
Im Moor von Selisoo

Neben dem Hauptort Mäetaguse (Mäetaguse alevik) gehörten zur Landgemeinde die Dörfer Apandiku, Aruküla, Arvila, Atsalama, Ereda, Jõetaguse, Kalina, Kiikla, Liivakünka, Metsküla, Mäetaguse, Pagari, Rajaküla, Ratva, Tarakuse, Uhe, Väike-Pungerja, Võhma, Võide und Võrnu.

## Gut Mäetaguse
Besonders sehenswert ist das 1542 erstmals erwähnte Gutshaus von Mäetaguse (deutsch Mehntack). Das heutige Hauptgebäude wurde 1796 durch den Deutschbalten Eugenius Octave von Rosen errichtet. Es wurde 1890 im Stil des Klassizismus umgebaut und mit reichhaltigem Interieur ausgestattet.

## Persönlichkeiten
- Andreas Hermann Heinrich von Rosen (1799 auf Gut Mehntack; † 1884 in Okino, Gouvernement Charkow), russischer Leutnant, Dekabrist und Schriftsteller